# Neglected Fields
Neglected Fields — латвийская техничная дэт-метал-группа. Основана в 1994 году под названием Carrion, в том же году распалась, но в следующем году была реформирована как Neglected Fields.

## История
С первым составом группа записала свой первый демо-альбом Sansara  в который входили 4 песни. В этих песнях слышалось влияние таких групп, как Death, Cynic, Atheist и Carcass. Так же впервые была приглашена певица Раса с сильным сопрано голосом на бэк-вокал. Запись быстро распространилась по миру и получила хорошие отзывы благодаря рекламе.
В августе 1997-го года Neglected Fields записала свой дебютный альбом Synthinity. В истории латвийской метал-сцены данный альбом был первым, который был высоко оценён в мировом масштабе.
В сентябре 2000-го года группа выпустила следующий альбом Mephisto Lettonica, который получил похвальные оценки в крупнейших метал-журналах, как например: 12/15 - Legacy, 9/10 — Metal Heart, 7/10 — Rock Hard, 4/4 - GrindZone, 5/6 — Metal Hammer (Италия), 5/6 - Scream, 6/6 — Spark (Чехия), 10/12 — Thrash 'Em All (Polija), 9/10 — M (Белоруссия). В общей сложности интервью с группой было опубликовано в более чем 20 журналах Европы. 
Позже группы была приглашена на чешский метал-фестиваль Brutal Assault 7, где выступила с гигантами метал-сцены Incantation, Tiamat, Callenish Circle, Ancient Rites, Dimmu Borgir, Destruction и Impaled Nazarene.
В 2002-м году гитариста Германа сменил новый участник группы - Янис. В новом составе команда продолжила гастролировать с такими группами как Moonspell, Hypnos, Vader и Behemoth.
Последний, на сегодняшний момент, альбом группа записала в октябре 2004-го года под названием Splenetic. После этого группа более не выпускала новый материал, а так же прекратила гастролировать.
Тем не менее, в 2015-м году состоялся концерт-воссоединение, в котором группа заверила поклонников, что выпустит новый альбом с новым составом.

## Состав

### Последний состав
- Sergej — бас (1994—2007) (Biomorph, Inner Fear (ранее также в Sanctimony))
- Destruction — гитара, вокал (1994—2007)
- Filth — гитара (2005—2007) (также в Preternatural)
- George — клавишные (1998—2007)
- Arthur — ударные (2014)

### Бывшие участники

#### 1994
- Кирилл — ударные (1994)
- Alex — ударные (1994)

#### 1994—2007
- Rasa — сессионное сопрано (1996)
- Herman — гитара (1994—2002)
- Jānis — гитара (2002—2005)
- Karlis — ударные (1995—2007) (ранее также в Sanctimony)

## Дискография

### Полноформатные альбомы
- Synthinity (1998)
- Mephisto Lettonica (2000)
- Splenetic (2006)

### Демо
- Sansara (1996)
- Neglected Fields (промодемо) (1999)

### Сингл
- Breathe (1997)